# Pünderich
Pünderich est une municipalité allemande située dans le land de Rhénanie-Palatinat et l'arrondissement de Cochem-Zell.

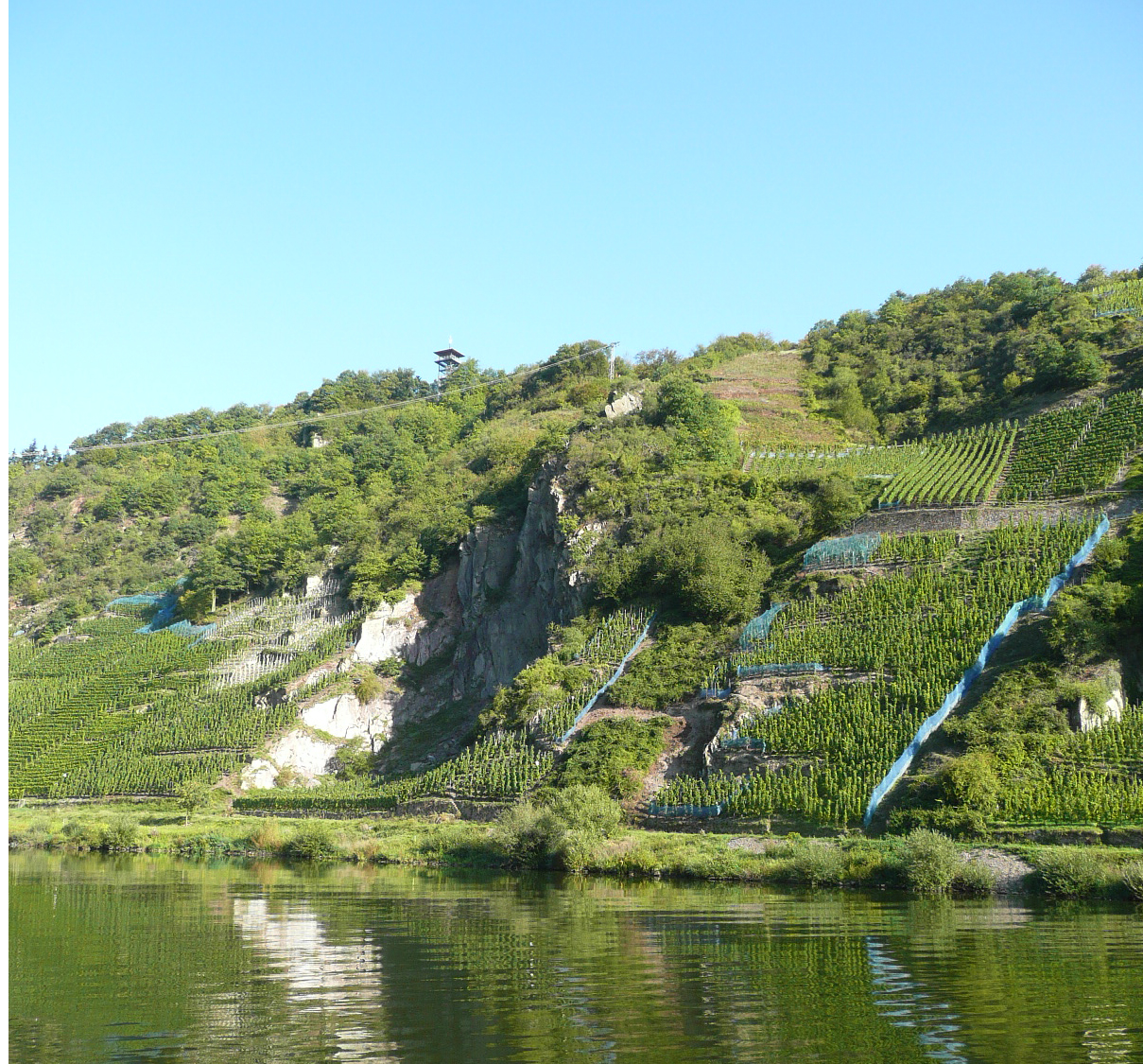
Vignobles au bord de la Moselle

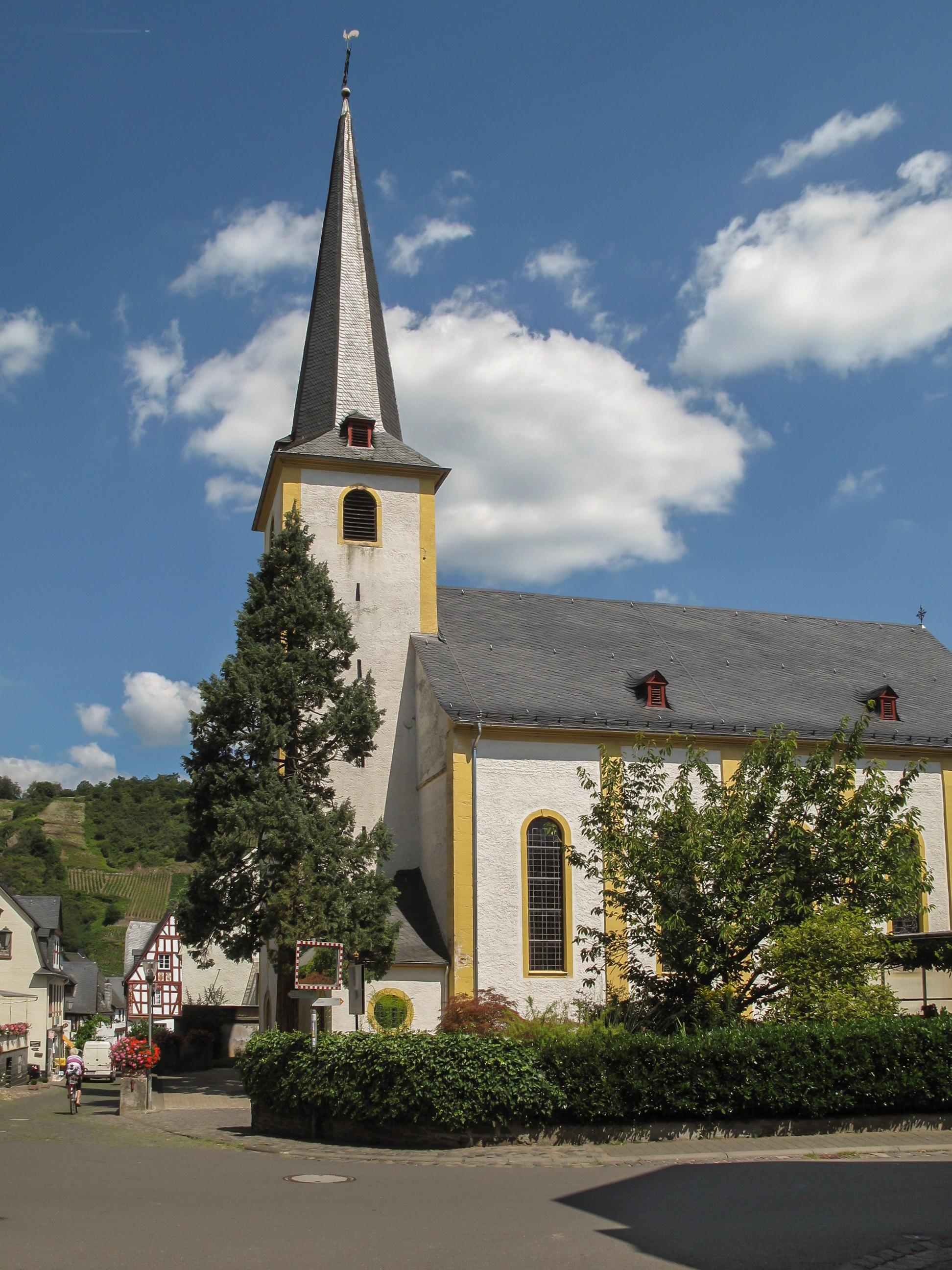
Pünderich, église